# 4 يونيو
- السبت
- الأحد
- الاثنين
- الثلاثاء
- الأربعاء
- الخميس
- الجمعة

- 314 ذو الحجة 1446  هـ
- 15 ذو الحجة 1446  هـ
- 26 ذو الحجة 1446  هـ
- 37 ذو الحجة 1446  هـ
- 48 ذو الحجة 1446  هـ
- 59 ذو الحجة 1446  هـ
- 610 ذو الحجة 1446  هـ
- 711 ذو الحجة 1446  هـ
- 812 ذو الحجة 1446  هـ
- 913 ذو الحجة 1446  هـ
- 1014 ذو الحجة 1446  هـ
- 1115 ذو الحجة 1446  هـ
- 1216 ذو الحجة 1446  هـ
- 1317 ذو الحجة 1446  هـ
- 1418 ذو الحجة 1446  هـ
- 1519 ذو الحجة 1446  هـ
- 1620 ذو الحجة 1446  هـ
- 1721 ذو الحجة 1446  هـ
- 1822 ذو الحجة 1446  هـ
- 1923 ذو الحجة 1446  هـ
- 2024 ذو الحجة 1446  هـ
- 2125 ذو الحجة 1446  هـ
- 2226 ذو الحجة 1446  هـ
- 2327 ذو الحجة 1446  هـ
- 2428 ذو الحجة 1446  هـ
- 2529 ذو الحجة 1446  هـ
- 261 محرم 1447  هـ
- 272 محرم 1447  هـ
- 283 محرم 1447  هـ
- 294 محرم 1447  هـ
- 305 محرم 1447  هـ
- 16 محرم 1447  هـ
- 27 محرم 1447  هـ
- 38 محرم 1447  هـ
- 49 محرم 1447  هـ

4 يونيو أو 4 حُزيران أو 4 يونيه أو يوم 4 \ 6 (اليوم الرابع من الشهر السادس) هو اليوم الخامس والخمسون بعد المئة (155) من السنوات البسيطة، أو اليوم السادس والخمسون بعد المئة (156) من السنوات الكبيسة وفقًا للتقويم الميلادي الغربي (الغريغوري). يبقى بعده 210 يوما لانتهاء السنة.

## أحداث
- 629 - بدء المعركة الأولى للإسلام في عهد الرسول محمد مع العالم المسيحي ممثلًا في الإمبراطورية البيزنطية.
- 1615 - قوات بقيادة توكوغاوا إيه-ياسو تسيطر على قلعة أوساكا في اليابان.
- 1789 - الدستور الأمريكي يدخل حيز التنفيذ، وهو يعد أقدم دستور في العالم ما زال معمولًا به.
- 1878 - الدولة العثمانية تتنازل لبريطانيا عن إدارة جزيرة قبرص.
- 1904 - مُبايعة الإمام يحيى حميد الدين، الإمام الخامس والستين لإمامة اليمن، وقدوم عبد الله باشا إلى اليمن والياً عليه من الدولة العثمانية.
- 1944 - قوات الحلفاء تدخل روما وتجاوزها إلى ما بعد فلورنسا في نهاية الحرب العالمية الثانية.
- 1958 - رئيس الوزراء الفرنسي شارل ديغول يصل إلى الجزائر في محاولة من جانيه لحل القضية الجزائرية بعد أن تحولت الثورة الجزائرية المطالبة بالاستقلال إلى نزيف دم على الجانبين الفرنسي والجزائري.
- 1982 -
  - إسرائيل تقصف جنوب لبنان قبل يوم واحد من بدأ اجتياحها للأراضي اللبنانية.
  - اغتيال السكرتير الأول في سفارة الكويت في الهند «مصطفى محمد المرزوق»، ومنظمة أبو نضال تتبنى العملية.
- 1989 -
  - قوات جيش التحرير الشعبي الصيني تقمع مظاهرات ساحة تيانانمن، ومقتل ما لا يقل عن 241 شخص.
  - انتخاب مجلس خبراء القيادة لعلي خامنئي مرشداً أعلى جديداً لجمهورية إيران الإسلامية بعد وفاة روح الله الخميني.
  - أول طائرة مصرية تصل إلى طرابلس بعد عودة العلاقات مع ليبيا.
- 2002 - انهيار سد زيزون في محافظة حماة بسوريا يؤدي إلى فيضان يغمر 4 قرى و60 كيلومتراً مربعاً من الأراضي الزراعية، وسقوط 27 قتيلاً وتشريد مئات العائلات.
- 2004 - إلقاء القبض على «عمر بازياني» أحد مساعدي أبو مصعب الزرقاوي في العراق.
- 2009 - الرئيس الأمريكي باراك أوباما يزور مصر لأول مرة ويدعو في خطابه الموجه إلى العالم الإسلامي من جامعة القاهرة إلى فتح صفحة جديدة بين الولايات المتحدة والمسلمين تمكنهم سويًا من مواجهة التطرف والعنف حول العالم وتحقيق السلام في الشرق الأوسط.
- 2012 - الولايات المتحدة تعلن عن مقتل المسؤول الثاني في تنظيم القاعدة أبو يحيى الليبي.
- 2015 - انفجار في محطة غاز بالعاصمة الغانية يؤدي إلى مقتل أكثر من 200 شخص.
- 2018 -
  - استقالة رئيس الوزراء الأردني هاني الملقي على خلفية إضراب 2018 في الأردن وتكليف عمر الرزاز بتشكيل الحكومة الجديدة.
  - مقتل 85 على الأقل في ثوران بركان فويغو في غواتيمالا.
- 2022 - مقتل 41 وإصابة 450 شخصًا على الأقل إثر وقوع حريق تلاه انفجارات في مستودع حاويات في سيتاكوندا ببنغلاديش.
- 2023 - الأهلي المصري يتوج بلقب دوري أبطال إفريقيا بعد فوزه على الوداد المغربي في النهائي بمجموع 3–2 في المبارتين.
- 2025 - انتخاب لي جاي ميونغ رئيسًا لكوريا الجنوبية.

## مواليد
- 1694 - فرنسوا كيناي، اقتصادي فرنسي.
- 1738 - جورج الثالث، ملك المملكة المتحدة.
- 1866 - مينا سيلانبا، سياسية فنلندية.
- 1867 - كارل غوستاف إميل مانرهايم، رئيس فنلندا.
- 1877 - هاينريش فيلاند، عالم كيمياء ألماني حاصل على جائزة نوبل في الكيمياء عام 1927.
- 1879 - أسد رستم، مؤرخ لبناني.
- 1894 - محمود تيمور، أديب مصري.
- 1907 - عبد الحسين سبانتا، أديب وفنان إيراني.
- 1914 - زين العابدين مؤتمن، مدرس وروائي وشاعر ومؤلف إيراني.
- 1916 - روبرت فورشغوت، عالم كيمياء حيوية أمريكي حاصل على جائزة نوبل في الطب عام 1998.
- 1926 - ألفريدو دي ستيفانو، لاعب كرة قدم أرجنتيني إسباني.
- 1928 - موسى الصدر، عالم ومفكر وسياسي شيعي.
- 1929 - كارولوس بابولياس، رئيس اليونان.
- 1937 - بروس ولز، لاعب رغبي أسترالي.
- 1946 - محمود عبد العزيز، ممثل مصري.
- 1952 -
  - برونيسواف كوموروفسكي، سياسي بولندي.
  - لويس مورينو أوكامبو، المدعي العام للمحكمة الجنائية الدولية.
- 1974 - ميشال معوض، سياسي وحقوقي لبناني.
- 1973 - دايسكي هيراكاوا، ممثل أداء صوتي ياباني.
- 1974 - معتز مطر، إعلامي مصري.
- 1975 -
  - أنجلينا جولي، ممثلة أمريكية.
  - فيفيان أنطونيوس، ممثلة لبنانية.
- 1977 - أليكس مانينغر، لاعب كرة قدم نمساوي.
- 1979 -
  - إيهاب فهمي، ممثل مصري.
  - ناوهيرو تاكاهارا، لاعب كرة قدم ياباني.
- 1981 - جوركاس سيتاريديس، لاعب كرة قدم يوناني.
- 1983 -
  - إيمانويل إيبوي، لاعب كرة قدم إيفواري.
  - كوفي ندري روماريك، لاعب كرة قدم إيفواري.
- 1985 -
  - لوكاس بودولسكي، لاعب كرة قدم ألماني.
  - أيمن عبد السلام، ممثل سوري.

## وفيات
- 1039 - كونراد الثاني، إمبراطور الرومانية المقدسة.
- 1242 - أبو بكر بن قسوم، شاعر وناثر عربي وزاهد أندلسي.
- 1798 - جاكومو كازانوفا، كاتب إيطالي.
- 1813 - جيمس لورانس، عسكري أمريكي.
- 1830 - أنطونيو خوسيه دي سوكري، رئيس بوليفيا.
- 1876 - عبد العزيز الأول، خليفة المسلمين وسلطان الدولة العثمانية.
- 1904 - محمد بن يحيى حميد الدين، إمام اليمن.
- 1911 - فيكتور أوليغ، جيولوجي وإحاثي نمساوي.
- 1941 - فيلهلم الثاني، قيصر ألمانيا.
- 1942 - راينهارد هايدريش، قائد الأمن في ألمانيا النازية.
- 1943 - عبد الله بن معتوق القطيفي، فقيه جعفري وشاعر أحسائي سعودي.
- 1971 -
  - جورج لوكاش، فيلسوف مجري.
  - نسيب مكارم، خطاط لبناني.
- 1989 - فوزي المجادي، مناضل كويتي وعضو في الجبهة الديمقراطية لتحرير فلسطين.
- 2001 - ديبندار بيكرام، ولي عهد مملكة نيبال.
- 2011 - ديمي منت آبا، مغنية موريتانية.
- 2012 -
  - إدوارد خيل، مغني روسي.
  - أبو يحيى الليبي، المسؤول الثاني في تنظيم القاعدة.
- 2017 - خوان غويتيسولو، روائي إسباني.
- 2025 - حنان اللولو، ممثلة سورية.

## أعياد ومناسبات
- اليوم العالمي للأطفال ضحايا الاعتداءات.
- اليوم الوطني في تونغا.

## وصلات خارجية
- وكالة الأنباء القطريَّة: حدث في مثل هذا اليوم.
- النيويورك تايمز: حدث في مثل هذا اليوم.
- BBC: حدث في مثل هذا اليوم.